# Phymatodes lecontei
Phymatodes lecontei är en skalbaggsart som beskrevs av Linsley 1938. Phymatodes lecontei ingår i släktet Phymatodes och familjen långhorningar. Inga underarter finns listade i Catalogue of Life.